# 森岡豊
森岡 豊（もりおか ゆたか、1973年〈昭和48年〉2月18日 - ）は、日本の俳優。東京都出身。株式会社 Ruby・sue 所属。妻は宝塚歌劇団卒業生で女優の星奈優里。

## 人物
- 身長 - 181cm
- 趣味 - ギター、サルサ、三味線、日舞
- 特技 - 剣道、居合

## 出演

### テレビドラマ
- 忠臣蔵（2004年10月18日 - 12月13日、テレビ朝日） - 毛利小平太 役
- 剣客商売スペシャル 決闘・高田の馬場（2005年9月6日、フジテレビ） - 寺中小文吾 役
- 柳生十兵衛七番勝負（2005年4月1日 - 5月6日、NHK） - 柳生又十郎 役
- 牙狼-GARO-（2005年10月14日、テレビ東京） - 田町連二 役
- 月曜ミステリー劇場 里見浩太朗芸能生活50周年特別企画 夜盗（2005年10月31日、TBS）
- 新春ワイド時代劇 天下騒乱〜徳川三代の陰謀（2006年1月2日、テレビ東京） - 松平信綱 役
- 柳生十兵衛七番勝負 島原の乱（2006年4月6日 - 5月25日、NHK） - 柳生又十郎 役
- 土曜ワイド劇場 警視庁特捜刑事の妻（2006年7月29日、テレビ朝日）
- 日曜洋画劇場特別企画 信長の棺（2006年11月5日、テレビ朝日）
- 水曜ミステリー9（テレビ東京）
  - 警視庁黒豆コンビ 第3作「海に消えた欲望」（2007年2月7日） - 竹尾真 役
  - 激突!アラフィフ熟女刑事の事件簿（2015年6月10日） - 西田伸介 役
- こちら本池上署3　第9話（2004年3月8日、TBS）
- 柳生十兵衛七番勝負 最後の闘い（2007年4月5日 - 5月31日、NHK） - 柳生又十郎 役
- 警視庁捜査一課9係 season2 第7話（2007年6月6日、テレビ朝日）
- 土曜ワイド劇場 タクシードライバーの推理日誌23（2007年10月6日、テレビ朝日）
- 土曜ワイド劇場30周年・放送1500回記念特別企画 半落ち（2007年12月8日、テレビ朝日）
- 天と地と（2008年1月6日、テレビ朝日） - 竹偶 役
- 金曜時代劇 密命 寒月霞斬り 第2話（2008年4月25日、テレビ東京） - 佐野弦也 役
- 警視庁捜査一課9係 season3 第8話（2008年6月4日、テレビ朝日） - 三田村裕一 役
- おみやさん 第6シリーズ（2008年10月16日 - 2009年3月19日、テレビ朝日） - 福島雅人 役
- マークスの山 第1話（2010年10月17日、WOWOW）
- 金曜プレステージ 内田康夫ミステリー 湯布院殺人事件（2010年11月19日、フジテレビ）
- ゴーストママ捜査線〜僕とママの不思議な100日〜 第6話（2012年8月18日、日本テレビ） - マイの父親 役
- 宮部みゆきミステリー パーフェクト・ブルー 第7話（2012年11月19日、TBS）
- 月曜ゴールデン さすらいのプラチナワゴン〜歌手・美波丈太朗の事件簿〜（2012年12月3日、TBS）
- 金曜プレステージ特別企画 悪女たちのメス episode2（2012年12月21日、フジテレビ） - 荒木祐樹 役
- ハンチョウ〜警視庁安積班〜 シリーズ6 第2話（2013年1月21日、TBS） - 有田耕平 役
- サキ 第6話 -（2013年2月12日 - 3月19日、関西テレビ・フジテレビ） - 小柳健太郎 役
- ダブルス〜二人の刑事（2013年4月18日 - 6月13日、テレビ朝日） - 岡部敦史 役
- 遺留捜査 （テレビ朝日）
  - 第3シリーズ 第8話 - 最終話（2013年6月5日） - 工藤貴之 役
  - 第5シリーズ 第7話（2018年8月30日） - 横山保 役
- 濃姫II〜戦国の女たち（2013年6月23日、テレビ朝日） - 森可成 役
- 白衣のなみだ（2013年、東海テレビ・フジテレビ） - 岡島太志
- ハニー・トラップ（2013年10月19日 - 12月21日、フジテレビ） - 安藤眞一 役
- 土曜ワイド劇場 100の資格を持つ女8（2014年1月11日、朝日放送） - 大牟田祐樹 役
- TRICK 新作スペシャル3（2014年1月12日、テレビ朝日） - 水神修介 役
- 聖女（2014年8月19日 - 10月7日、NHK） - 坂東幸雄 役
- 秋のドラマ特別企画 最強のオンナ（2014年10月5日、毎日放送） - 桐原健二 役
- SAKURA〜事件を聞く女〜（2014年10月20日 - 12月22日、TBS） - 本島利行 役
- 相棒
  - season13 第14話「アザミ」（2015年2月4日） - 横手護 役
  - season15 第10話「帰還」（2017年1月1日） - 有本日明 役
  - Season22 第19話・最終話（2024年3月6日・13日） - 下川勇一 役
- ある日、アヒルバス 第7話 - 最終話（2015年8月16日 - 23日、NHK BSプレミアム） - 白鳥健三 役
- 花咲舞が黙ってない 第2シリーズ 第8話（2015年8月26日、日本テレビ） - 金田亮司 役
- 釣りバカ日誌〜新入社員 浜崎伝助〜 第2話（2015年10月30日、テレビ東京） - 阿久津彰二 役
- ドクターカー（2016年、読売テレビ・日本テレビ） - 倉田隆太 役
- 科捜研の女 第16シリーズ 第4話（2016年11月17日、テレビ朝日） - 笹井明憲 役
- 女の中にいる他人（2017年1月8日 - 2月19日、NHK BSプレミアム） - 広瀬信也 役
- 夏樹静子サスペンス・光る崖（2016年2月20日、フジテレビ）- 郷原武彦 役[4]
- 嘘の戦争 第4話（2017年1月31日	、関西テレビ・フジテレビ） - 四条司 役
- ソースさんの恋（2017年6月1日 - 7月20日、NHK BSプレミアム） - 白鳥新一 役
- 明日の約束（2017年、関西テレビ・フジテレビ） - 大道寺邦弘 役
- 不能犯 第1話（2017年12月22日、dTV / 2018年1月17日、カンテレ） - 風間雅之 役
- 西郷どん（2018年、NHK） - 関勇助 役
- 特命刑事 カクホの女（2018年2月16日、テレビ東京） - 神田医師
- シグナル 長期未解決事件捜査班 第6話・第7話（2018年5月15日・22日、関西テレビ） - 宮樫運転手 役
- 無用庵隠居修行2（2018年9月8日、テレビ朝日） - 高橋忠之進 役
- 月曜名作劇場
  - 警視庁機動捜査隊216 IX（2018年6月18日） - 加世田巧 役
  - はぐれ署長の殺人急行4（2018年7月9日） - 三船賢太郎 役
- 直撃!シンソウ坂上SP「元号をとれ！」（2019年1月10日、フジテレビ） - 毎日新聞政治部 元号特別取材班 宮本正晴 役
- 刑事ゼロ 第8話（2019年2月28日、テレビ朝日） - 吉原純哉 役
- 僕が笑うと（2019年3月26日、関西テレビ） - 田ノ浦良雄 役
- 癒されたい男 第4話（2019年5月2日、テレビ東京） - 神崎歩 役
- あなたの番です（2019年、日本テレビ） - 山際祐太郎 役
- ミリオンジョー 第6話・最終話（2019年11月14日、12月26日、テレビ東京） - 伊佐治義彦 役
- ハラスメントゲーム 秋津VSカトクの女（2020年1月10日、テレビ東京） - 大貫貴志 役
- 病院の治しかた〜ドクター有原の挑戦〜（2020年、テレビ東京） - 三塚悟 役
- 私たちはどうかしている 第四話（2020年9月2日、日本テレビ） - 城島浩介 役
- 月曜プレミア8（テレビ東京）
  - 誉田哲也サスペンス ドンナビアンカ〜刑事 魚住久江〜（2020年10月5日） - 諸橋俊樹 役
  - 内田康夫サスペンス 浅見光彦 軽井沢殺人事件（2022年2月28日） - 吉岡修治 役
- 24 JAPAN 第15話・第16話（2021年1月22日・29日、テレビ朝日） - 都築 役
- 三屋清左衛門残日録 陽のあたる道（2021年9月20日、時代劇専門チャンネル4K） - 山崎 役
- 警視庁ゼロ係〜生活安全課なんでも相談室〜 第5シリーズ第4話（2021年5月21日、テレビ東京） - 久保充 役
- 群青領域 第2話・第9話（2021年10月29日・12月17日、NHK） - プロデューサー 役
- ドクターホワイト 第2話・第8話（2022年1月24日・3月7日、フジテレビ） - 豊崎健一 役
- ゴシップ#彼女が知りたい本当の○○ 第8話（2022年2月24日、フジテレビ） - 城島久志 役
- クロステイル 〜探偵教室〜 第3話（2022年4月23日、東海テレビ・フジテレビ） - 正田正一 役
- 恋なんて、本気でやってどうするの? 第6話（2022年5月23日、関西テレビ）
- 復讐の未亡人 第4話・第5話（2022年7月29日・8月5日、テレビ東京） - 村神圭一 役
- 刑事7人 Season8 第6話（2022年8月17日、テレビ朝日） - 村富耕一郎 役
- リバーサルオーケストラ 第4話・第10話（2023年2月1日・3月15日、日本テレビ） - 桃井浩一 役
- 王様戦隊キングオージャー（2023年3月5日 - 2024年2月25日、テレビ朝日） - ドゥーガ 役[5]
- 罠の戦争 第10話（2023年3月20日、関西テレビ・フジテレビ）- 犬童 役
- ゲキカラドウ2 第3話（2023年4月21日、テレビ東京） - 南太郎 役
- 神の手（2023年5月15日、テレビ東京） - 赤沢健治 役
- 週末旅の極意〜夫婦ってそんな簡単じゃないもの〜 第5話・第6話（2023年8月3日・10日、テレビ東京） - 熊谷秀樹 役
- 晩酌の流儀3 第7話・最終話（2024年8月17日・9月21日、テレビ東京） - 貝介 役
- 世にも奇妙な物語’24 冬の特別編「第1回田中家父親オーディション」（2024年12月14日、フジテレビ） - 佐藤晶雄 役[6]
- 家政夫のミタゾノ 第7シーズン 第3話（2025年1月28日、テレビ朝日） - 飯沼雅和 役[7]
- 大追跡〜警視庁SSBC強行犯係〜 第1話（2025年7月9日、テレビ朝日） - 長谷川孝明 役[8]
- Love Sea 〜愛の居場所〜（2025年8月12日 - 、フジテレビ） - 徳間周作 役[9]

### ウェブドラマ
- 特命係長 只野仁 AbemaTVオリジナル2（2017年 - 2018年、AbemaTV） - 矢崎（暴力団・天竜会関係者） 役
- 王様戦隊キングオージャー ラクレス王の秘密 第1話・第3話（2023年4月23日・7月16日、YouTube） - ドゥーガ 役
- 推しの罪〜推しを救えるのはヲタクの私〜（2025年7月1日 - 、FOD SHORT）[10]

### 映画
- あなたの番です 劇場版（2021年） - 山際祐太郎 役
- ハザードランプ（2022年、公開中止、東映ビデオ）[11]
- ぬくもりの内側（2023年 厚生労働省推薦 イオンエンターテイメント） - 森次郎 役
- キングダム 大将軍の帰還（2024年） - 趙国・李牧軍武将 役

### オリジナルビデオ
- 王様戦隊キングオージャーVSキョウリュウジャー（2024年10月9日、東映ビデオ） - ドゥーガ 役

### 舞台
- 藪の中
- シャーロック・ホームズ - シャーロック・ホームズ役
- きけ、わだつみの声 - 特攻兵士役
- やったろうじゃん - 大垣役、脚本担当
- 私の事件簿 - 森永ヒ素ミルク事件 - 中坊公平役、脚本担当
- 100通目のラブレター - 銀座小劇場（2005年10月）
- あかね空 - 新歌舞伎座（2005年12月）
- 絡み合う正義（2024年）[12]

### 玩具
- 王様戦隊キングオージャー MEMORIALIZE DATA CARD ドゥーガ&ボシマール、カーラス・デハーン&イロキ セット（2025年3月18日）